# Baphomets Fluch (Computerspiel)
Baphomets Fluch (englischer Originaltitel: Broken Sword: The Shadow of the Templars, in den Vereinigten Staaten Circle of Blood) ist ein Point-and-Click-Adventure und der erste Teil der gleichnamigen Serie. Er wurde vom britischen Studio Revolution Software entwickelt und erstmals 1996 für Windows-PCs veröffentlicht. Seither folgten zahlreiche Portierungen auf weitere Systeme sowie eine überarbeitete und stark erweiterte Fassung als sogenannter Director’s Cut.

## Handlung
Der US-amerikanische Anwalt George Stobbart verbringt die Herbstzeit Ende des 20. Jahrhunderts im Urlaub in Paris und genießt das Flair eines Straßencafés, als ein Clown das Café betritt. Kurze Zeit später kommt der Clown wieder herausgelaufen und es kommt zu einer Bombenexplosion, die das Café verwüstet und einen Gast tötet. Als George auf eigene Faust zu ermitteln beginnt, lernt er die französische Journalistin Nicole „Nico“ Collard kennen und findet mit ihr heraus, dass hinter dem Mord ein gewisser Khan steckt, der dem alten Geheimbund der Hashshashin angehört. Diese wollen verhindern, dass der ebenfalls im Geheimen operierende Templerorden die Beschwörung des Dämons Baphomet erfolgreich vollziehen kann.
Das Abenteuer findet zum größten Teil in Paris statt, zwischendurch reist George jedoch auch nach Irland, Spanien, Syrien und Schottland. Während des Erlebnisses kommen sich George und Nicole persönlich näher.

## Spielprinzip
Baphomets Fluch ist ein 2D-Adventure. Aus Sprites zusammengesetzte, handgezeichnete Figuren agieren vor ebenfalls handgezeichneten, zweidimensionalen Kulissen. Mit der Maus kann der Spieler George durch das Anklicken von Ausgängen durch die Örtlichkeiten bewegen und darüber hinaus mit den Maustasten Aktionen einleiten, die den Spielcharakter mit seiner Umwelt interagieren lassen. George kann so Gegenstände finden, sie auf die Umgebung oder andere Gegenstände anwenden und mittels Single-Choice-Dialogen mit NPCs kommunizieren. Mit fortschreitendem Handlungsverlauf werden weitere Orte freigeschaltet.
Der Spieler übernimmt in der ursprünglichen Fassung des Spiels ausschließlich die Rolle des amerikanischen Touristen George Stobbart. Trotz der ernsten Verschwörungsthematik sind Georges bissige, mitunter schwarzhumorige Kommentare typisches Merkmal der Serie. Anders als in den LucasArts-Adventures (Monkey Island, The Dig) oder anderen Adventure-Titeln dieser Zeit üblich, kann die Spielfigur in Baphomets Fluch in einigen Szenen sterben.

## Entwicklungsgeschichte
Die Idee zu Baphomets Fluch entstand während eines Abendessens zwischen Revolution-Geschäftsführer Charles Cecil, Revolutions kaufmännischer Leiterin (und Cecils späterer Ehefrau) Noirin Carmody und Sean Brennan, dem stellvertretenden Geschäftsführer von Revolutions Publishingpartner Virgin Interactive Entertainment. Kurz vor der Veröffentlichung von Beneath a Steel Sky kam es zu Überlegungen, woran das Studio als Nächstes arbeiten solle. Cecil schwebte ein ägyptisches Setting mit Erforschung altägyptischer Hieroglyphen vor, was von Brennan aber als nicht vermarktbar abgelehnt wurde. Er schlug Cecil stattdessen die Lektüre des Romans Das Foucaultsche Pendel von Umberto Eco vor, das sich thematisch mit dem Templerorden beschäftigte. Dies legte den Grundstein für das spätere Spiel.
Das Skript zu Baphomets Fluch stammt von Cecil, wobei ein großer Teil der Dialoge von Dave Cummins beigesteuert wurde, den Cecil von seiner Zeit bei Activision kannte und den er nach der restrukturierungsbedingten Schließung von Activision UK zu Revolution geholt hatte. Die Musik des Spiels wurde von Barrington Pheloung komponiert, den Cecil zuvor beim Cricketspielen kennengelernt hatte. Pheloung steuerte auch für den Director’s Cut einige neue Titel bei. Teile der Grafiken und Teile des Skripts von Baphomets Fluch stammen von Steve Ince.
Nach der erfolgreichen Veröffentlichung des Spiels für Windows-PCs plante Revolution eine Portierung auf die Spielkonsole PlayStation. Publisher Virgin lehnte die Veröffentlichung ab. Revolution wandte sich daraufhin an den PlayStation-Produzenten Sony, der einer Veröffentlichung für die Konsole zustimmte. Die PlayStation-Version von Baphomets Fluch verkaufte sich etwa 500.000 Mal, was einen signifikanten Erfolg darstellte.
Seit der ursprünglichen Veröffentlichung wurde der erste Teil der Serie mehrfach auf weitere Plattformen portiert. 2002 erschien über BAM! Entertainment eine Version für den Game Boy Advance. Astraware veröffentlichte im August 2006 eine Version für Mobiltelefone mit dem Betriebssystem Windows Mobile 5 und im November für PalmOS 5.
2004 ließ Revolution das ScummVM-Team Einsicht in den Quelltext von Baphomets Fluch nehmen und erlaubte den Download der vom proprietären Bink- ins MPEG-2-Format transcodierten Zwischensequenzen, was die Integration des Spiels in ScummVM erleichterte.

### Sprecherliste
Die Synchronisation erfolgte durch das Düsseldorfer Studio Fröhlich. Die Übersetzungen erfolgten durch Antje Hink, Rolf D. Busch und Harald Fette.
| Rolle                    | deutscher Sprecher     | englischer Sprecher |
| ------------------------ | ---------------------- | ------------------- |
| George Stobbart          | Alexander Schottky     | Rolf Saxon          |
| Nicole Collard           | Franziska Pigulla      | Hazel Ellerby       |
| André Lobineau           | Pius Maria Cüppers     |                     |
| Countess de Vasconcellos | Karin Buchali          | Rachel Atkins       |
| Duane                    | Karl-Friedrich Gerster | Colin McFarlane     |
| Fleur                    |                        | Rachel Atkins       |
| Gräfin Piermont, Pearl   | Karin Buchali          |                     |
| Inspecteur Rosso         | Rolf Berg              |                     |
| Khan                     | Walter Gontermann      |                     |
| Museumswärter            | Uwe Herzog             |                     |

### Director’s Cut
Der Director’s Cut ist eine Überarbeitung des ursprünglichen Titels und ergänzt das Spiel um mehrere Szenen und Rätsel. Unter anderem werden Nico als zweite spielbare Figur eingeführt und Sachverhalte wie Nicos Vorgeschichte thematisiert, die vorher nur in Gesprächen angedeutet wurden. Für die Neuauflage konnten beide deutschen Hauptsprecher erneut für die Synchronisation der neuen Textzeilen gewonnen werden. Die Möglichkeit, im Spiel durch falsche Entscheidungen zu sterben, wurden entfernt, zusätzlich wurde in zwei Szenen mit Gewaltdarstellung sichtbares Blut herausgeschnitten.
Optisch neu sind das überarbeitete Inventar und Closeups der Protagonisten während der Dialoge, wobei die ursprünglichen Hintergrundgrafiken beibehalten wurden. Ein Hilfesystem zeigt nun alle möglichen Interaktionspunkte mit Hilfe von Hotspots an und gibt auf Wunsch Lösungshinweise. Das ebenfalls neu eingeführte Tagebuch hält die Ergebnisse des bisherigen Spielverlaufs fest und ermöglicht es, die bisherige Handlung zu rekapitulieren. Im Vergleich zur Erstveröffentlichung wurden das Ziegenrätsel, das auf Grund seines ungewöhnlichen Designs zu den schwersten Rätseln der Adventuregeschichte gezählt wird, entschärft.
Kritikpunkte am Director’s Cut waren unter anderem, dass beispielsweise in der Sprachausgabe deutliche Qualitätsunterschiede zwischen den alten und neuen Aufnahmen bestünden. Auch die neuen Zeichnungen sind deutlich von den ursprünglichen Grafiken unterscheidbar.
Der Director’s Cut erschien am 19. März 2009 für Nintendo DS und Wii, am 20. Januar 2010 für Apple iOS, am 30. Mai 2010 in einer für das iPad optimierten Version und am 28. August 2010 für PCs mit den Betriebssystemen Windows und MacOS. Am 28. Juni 2012 erschien der Director’s Cut weiterhin für Android-Geräte, wobei die Grafik gegenüber der iPhone-Version nochmals verbessert wurde. Das Spiel bietet eine deutsche Sprachausgabe mit Untertiteln und der Möglichkeit, andere Sprachpakete herunterzuladen. Das Spielpaket enthält einen kurzen, digitalen Comic, der Nicole Collards Jugend beleuchtet und Szenen darstellt, die sich kurz vor dem Beginn des Spiels ereignet haben.

### Baphomets Fluch - Die Verschwörung der Tempelritter: Reforged Edition
Eine mit „Reforged“ (auf Deutsch etwa „wiederhergestellt, restauriert“) betitelte Version des Spiels wurde im August 2023 angekündigt. Sie sollte sich durch anhand der Originalskizzen überarbeitete Grafiken und einen unkomprimierten Soundtrack auszeichnen. Im Februar 2024 startete Revolution Software eine Crowdfunding-Kampagne auf der Plattform Kickstarter, um die Produktion einer physischen Ausgabe des Spiels („Collector’s Edition“) zu finanzieren. Im Rahmen der vierwöchigen Kampagne sollten 50.000 Pfund (damals etwa 59.000 Euro) eingenommen werden. Das Finanzierungsziel wurde nach 30 Minuten erreicht, insgesamt kamen über 600.000 Pfund (730.000 Euro) an Finanzierungsbeiträgen zusammen. Die Veröffentlichung der digitalen „Reforged“-Edition erfolgte am 19. September 2024.

## Rezeption
Broken Sword: The Shadow of the Templars erhielt fast ausschließlich positive Bewertungen. Die Rezensionsdatenbank GameRankings aggregierte 5 Rezensionen zu einem Mittelwert von 84 % (PC-Version) bzw. 6 Rezensionen zu einem Mittelwert von 81 % (PlayStation-Version) 9 Rezensionen zu Broken Sword: Director’s Cut wurden von der Rezensionsdatenbank Metacritic zu einem Wert von 91 aggregiert.
Das deutschsprachige Fachmagazin Adventure-Treff hob die „realistische Hintergrundgeschichte“ des Spiels hervor, die dazu führe, dass man „nebenbei auch noch eine ganze Menge über die Geschichte Frankreichs im Mittelalter“ lerne. Das Magazin war außerdem von den Animationen der Hintergrundbilder und vom Icon-basierten Interface angetan.
Das britische Onlinemagazin PCGamesN wertete 2016 retrospektiv, Baphomets Fluch habe wie auch andere Spiele von Charles Cecil „einen nachhaltigen Eindruck auf Generationen von Spielern hinterlassen“.
Das englischsprachige Online-Fachmagazin Adventure Gamers setzte Baphomets Fluch in seiner 2011 erschienenen Liste Top 100 All-Time Adventure Games auf Platz 4.
Besondere Bekanntheit erlangte das sogenannte „Ziegenrätsel“, dessen Lösung für den Spieler nicht ersichtlich war. Im gesamten Spiel gab es exakt eine einzige Stelle, an der George laufen statt gehen konnte und musste. Da dies nirgendwo beschrieben und für den Spieler aus dem Spielverlauf nicht ersichtlich war, konnten viele Spieler das Rätsel aus eigener Kraft nicht lösen. Das Ziegenrätsel steht seitdem synonym für diese Art von Designfehler. Im Director’s Cut wurde das Timing-Element entfernt und das Rätsel stark vereinfacht.